# Furcas

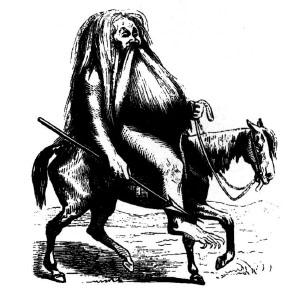
Representação tradicional de Furcas

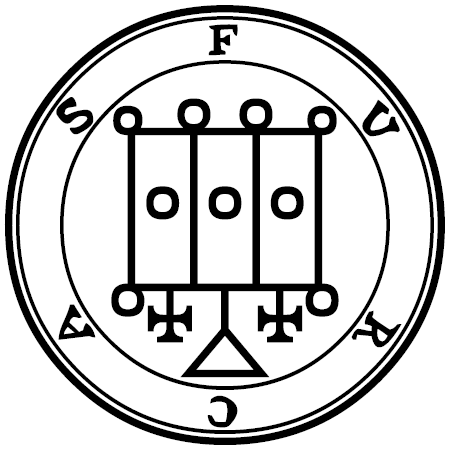
Selo de Furcas.

Na demonologia,  Furcas ou Forcas, é um Cavaleiro do inferno, e reina sob 20 legiões de demônios . Ele ensina Filosofia, Astronomia (Astrologia para alguns autores), Retórica, Lógica, Quiromancia e Piromancia.
Furcas é retratado como um velho forte com cabelo branco e longo e barba branca, passeando no seu cavalo, mantém uma forte arma (uma espécia de garfo). Ele conhece todas as virtudes das plantas aromáticas e pedras preciosas, pode fazer um homem espirituoso, perspicaz, invisível (invencível, de acordo com alguns autores), e viver muito anos, pode descobrir tesouros e também, recuperar as coisas perdidas.
Posição Zodiacal: 5 - 9 graus de Sagitário, 28 de novembro a 02 de dezembro
Horário para conexão: das 16h até o por do Sol ou das 3h da madrugada até o alvorecer
Metal utilizado deve conter CHUMBO 
Mantra: Seh-core on ka Fur-kas Ray-me
Na etimologia do seu nome, talvez derive da palavra em latim, furca, que significa Fork,  ou a partir de greco-romano também significa um sepulcro.

## Referencias
1. 1 2  Foras Esoteric Archives
2. ↑  Article view @ DileriumRealm.com
3. ↑  Furca (Latin); fork
4. ↑   A palavra Fork no inglês, significa garfo, traduzindo para português
5. ↑  Furca from the Dictionary of Greek and Roman Antiquities AncientLibrary.com